# Округ Кинг Вилијам (Вирџинија)
Кинг Вилијам (енгл. King William County) је округ у америчкој савезној држави Вирџинија.

## Демографија
По попису из 2010. године број становника је 15.935, што је 2.789 (21,2%) становника више него 2000. године.
| Група             | 2000.         | 2010.          |
| Белци             | 9.654 (73,4%) | 12.107 (76,0%) |
| Афроамериканци    | 2.999 (22,8%) | 2.819 (17,7%)  |
| Азијати           | 48 (0,4%)     | 118 (0,7%)     |
| Хиспаноамериканци | 120 (0,9%)    | 324 (2,0%)     |
| Укупно            | 13.146        | 15.935         |